# Angelsberg (Luxemburg)
Angelsberg (Luxemburgs: Angelsbierg) is een plaats in de gemeente Fischbach en het kanton Mersch in Luxemburg.
Angelsberg telt 281 inwoners (2001).

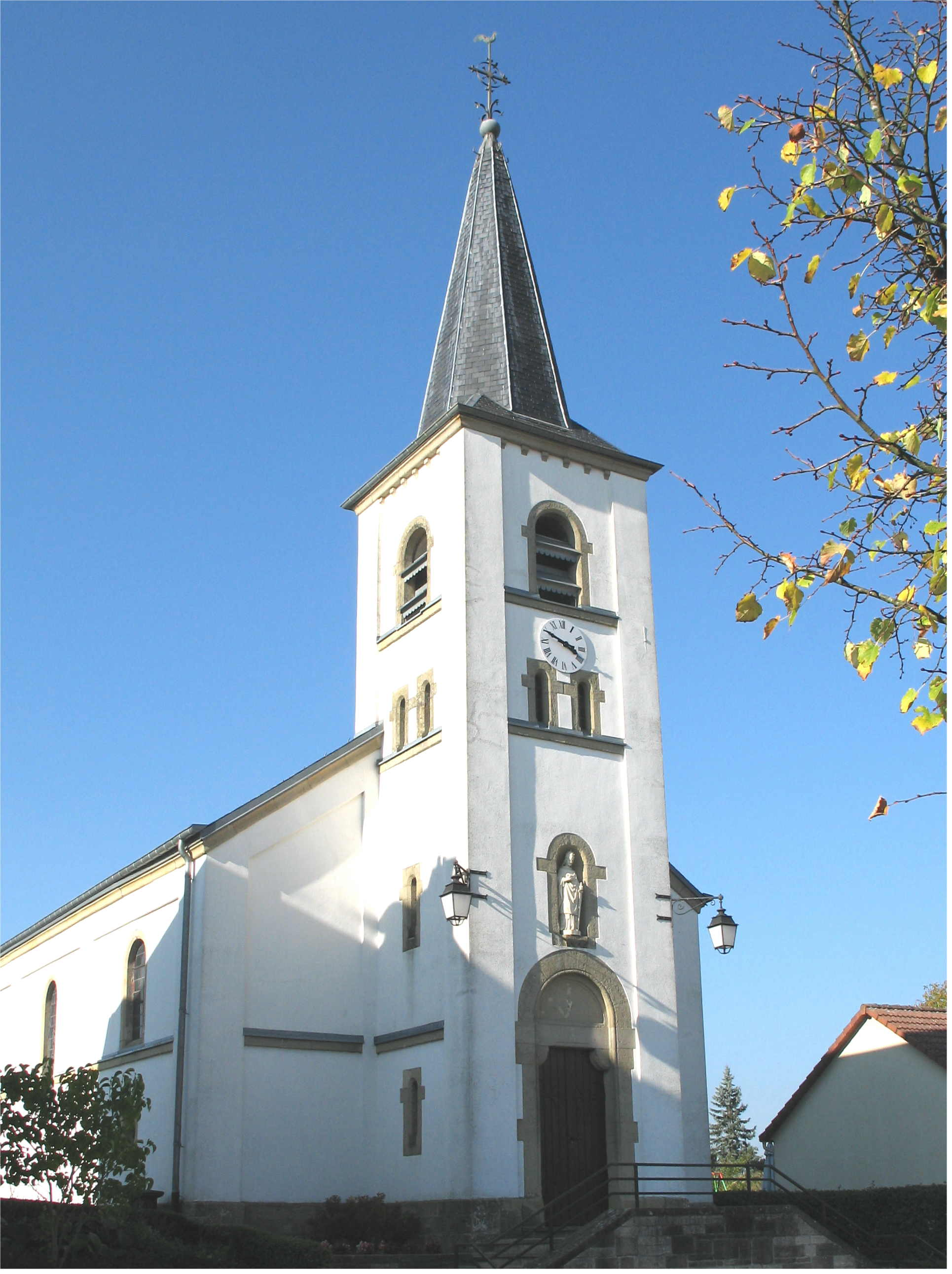